# Вади-эль-Лаки (биосферный резерват)
Вади-эль-Аллаки (араб. محمية سالوجا وغزال‎) — биосферный резерват на юго-востоке Египта, получил статус в 1993 году. Расположен в долине водотока Вади-Эль-Аллаки.

## Физико-географическая характеристика
Вади расположена в 180 км к югу от Асуана. Истоки реки находятся на холмах Красного моря, река протекает восточнее озера Насер в долину Нила. Высота над уровнем моря колеблется от 165 до 1500 метров и выше. Территория парка относится к биому тёплых пустынь и полупустынь.
В базе данных всемирной сети биосферных резерватов указаны следующие координаты заповедника: 20°20′ с. ш. 32°40′ в. д. — 22°10′ с. ш. 33°40′ в. д.. Согласно концепции зонирования резерватов общая площадь территории, которая составляет 23800,0 км² разделена на три основные зоны: ядро — 638,5 км², буферная зона — 1319,5 км², зона сотрудничества — 21842,0 км².

## Флора и фауна
Растительный мир резервата зависит от возможности затопления. Ниже по течению вади в затопляемой части произрастают различные виды кустарника гребенщик (Tamarix), Heliotropium supinum и Glinus lotoides, в то время как выше по течению представлены баланитес египетский (Balanites aegyptiaca), сальвадора персидская (Salvadora persica), Acacia raddiana и акация кручёная (Acacia tortilis). На уровнях, которые не подвержены затоплению, доминируют Salsola baryosma и Acacia ehrenbergiana.

## Взаимодействие с человеком
В 1996 году территория резервата была включена в природоохранные зоны Египта и создана организация по управлению её ресурсами (англ. Wadi Al Alaqi Managed Resource Protected Area). Управление ведётся при поддержке Египетского агентства по окружающей среде (англ.  Egyptian Environmental Affairs Agency ) и ряда местных и международных исследовательских организаций, включая South Valley University.
Природные ресурсы территории используются местными кочевниками-бедуинами, которых по данным 2003 года было около 1000 человек. Их знания, как и тысячелетние обычаи сохранения ресурсов, исследуются и используются в процессе управления резерватом. Исследования ведутся по вопросам истории вади, природной медицины, использовании воды и получения соли, культивации Balanites aegyptiaca и в других областях.